# Sör-Äspen
Sör-Äspen (ook wel Sör-Espen) is een Zweeds eiland behorend tot de Lule-archipel en het Rödkallens Natuurreservaat. Het eiland is nauwelijks 10 meter hoog.  Het heeft geen oeververbinding en heeft een overnachtingmogelijkheid.